# Ungt blod (1943)
Ungt blod är en svensk svartvit dramafilm från 1943 i regi av Ivar Johansson. I huvudrollerna ses Agneta Lagerfelt och Toivo Pawlo.

## Handling
Eva Lindemark går sista året på gymnasiet och under sommarlovet skall hon och hennes klass hjälpa beredskapsmän med lantarbete på en gård.

## Om filmen
Filmen hade premiär på biograf Grand vid Sveavägen i Stockholm den 12 oktober 1943.
Ungt blod visades i SVT1 i november 2021.

## Rollista i urval
- Agneta Lagerfeldt – Eva Lindemark
- Toivo Pawlo – Åke Sjögren
- Olof Widgren – Sven Lindahl, adjunkt
- Barbro Ribbing – Anne-Marie Björkman, gymnastiklärarinna
- Åke Claesson – kyrkoherde Hermansson
- Åke Grönberg – Gustaf Johansson
- Hugo Björne – Arvid Wetterberg, rektorn
- Sven Bergvall – Per Lindemark, byråchef, Evas far
- Anna Lindahl – Lisa Lindemark, Evas mor
- Marianne Inger – Ingrid Forslund
- Britta Holmberg – Maj-Britt Hassel
- Christian Bratt – Lennart Berger
- Sten Lindgren – doktor Malm
- Harry Ahlin – Hjelm
- Margareta Fahlén – Karin Sandström
- Ernst Eklund – major Lindemark
- Signe Wirff – fru Lindemark
- Stig Olin – Pelle
- Erik Rosén – Ulf Ragnar Thomasson, adjunkt